# SOLIDEMO
SOLIDEMO(日語:ソリディーモ)，於2013年組成，為日本愛貝克思公司的8人男子音樂團體。出道時以歌唱實力、成員身高皆為180cm以上、帥氣外型的三大偶像要素為賣點。
團體名稱由「SOLID（超酷）」與「EMO（嬌弱）※emotional的簡略」而來。意思為具男子氣概，同時又能用歌曲將女性溫柔的一面詮釋完整。
粉絲名稱為「collars」。
獲得第56屆閃耀！日本唱片大獎新人獎。
在2019年2月2日撥出的有吉反省會中坦承其3位成員身高未滿180cm。

## 團體歷史
2012年

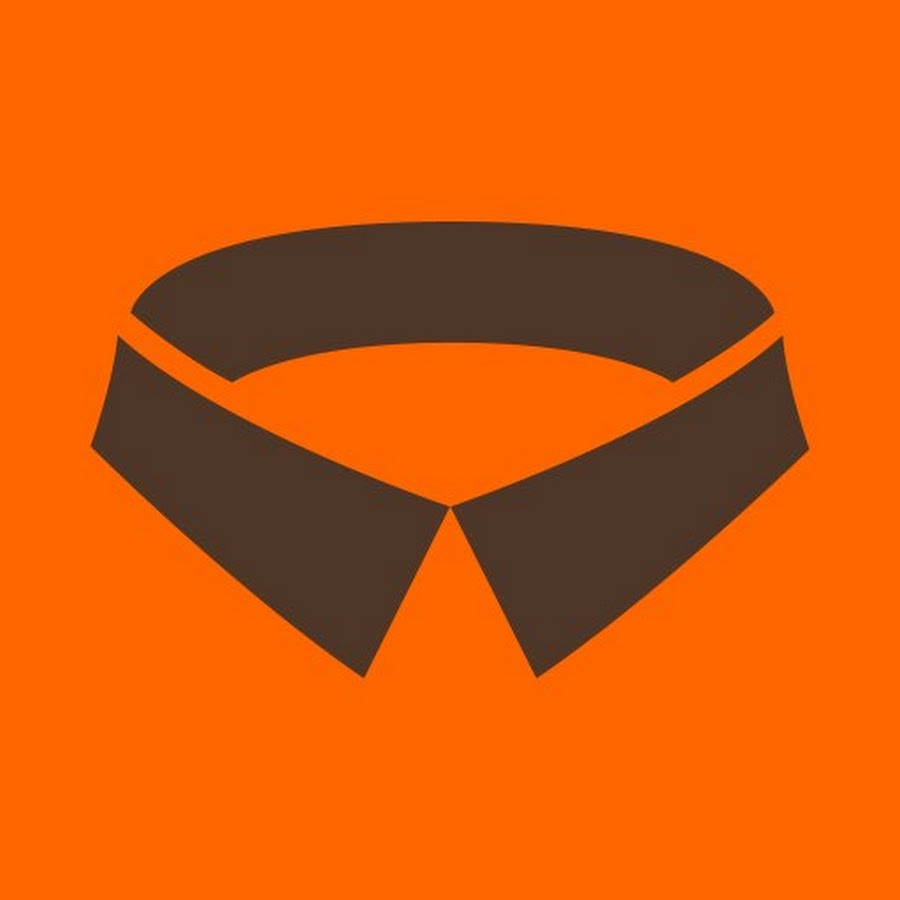
SOLIDEMO的官方標誌

- 7月25日-以前身「180EAST」的名義在『avex Rookies Theater New wave X』演出。

2013年
- 4月17日-SOLIDEMO成軍。
- 6月12日-SOLIDEMO對外宣布成軍[3]。
- 6月13日-第一首歌曲『Come Back to Me』於Youtube公開。
- 6月17日-Ameba Studio成軍發表節目『SOLIDEMO特別放送』演出後，接著演出付費的『限定放送』。第二首歌曲『Love you』於Youtube公開。
- 7月3日-於涉谷的SHIBUYA DESEO舉辦第一場LIVE演出「SOLIDEMO LIVE vol.1」。販售會場限定CD『SOLIDEMO』。
- 8月3日-於a-nation的island舞台演出，之後也參與了大阪、東京舉辦的stadium fes.的演出。
- 10月25日-11月4日-全員參與舞台劇『私のホストちゃん』演出。
- 11月7日-於SOLIDEMO LIVE vol.14第一次演唱新歌『Next to you』。
- 11月21日-於SOLIDEMO LIVE vol.15第一次演唱新歌『サヨナラと言えなくて』。
- 12月8日-於SOLIDEMO LIVE SPECIAL 第1部【SOLIDEMO LIVE 〜NEW SONG〜】發表2014年春天正式出道[4]。第一次演唱出道曲『THE ONE』。

2014年
- 1月16日-於TwitCasting宣布第一張單曲『THE ONE』將在4月16日發行。
- 2月14日-於MENS NA-TION VALENTINE -SOLIDEMO LIVE VALENTINE第一次演唱新歌『Could U Be My Girl?』。
- 3月25日-公佈新歌『ギミギミLOVE』將成為朝日電視台的深夜日劇『私のホストちゃんS』的主題曲[5]。
- 3月27日-SOLIDEMO官方facebook粉絲專頁成立。
- 4月10日-新歌『Heroine』確定成為富士電視台的日劇『時尚惡魔~First Class』的主題曲。
- 4月16日-出道單曲「THE ONE」正式發行。
- 5月10日、11日-COOL JAPAN×TGC「TOKYO GIRLS TOWN」企劃第一彈『THAILAND COMIC CON 2014』，於泰國演出[6]。
- 6月18日-於巴西世界盃足球賽期間在巴西的nakata.net Cafe Sao Paulo（Octavio cafe）表演[7]。
- 6月20日-第一個節目『ソリ旅!Road to BRAZIL〜日本の誇りを学ぶ旅〜』[8]於富士電視台Dlife播放。
- 7月16日-Ameba Studio的直播節目「ソリ生！」[9]開始播放。
- 8月14日-於a-nation island powerd by inゼリー的paradise stage Asia Progress〜from a-nation〜演出。8月14日至20日於resort stage演出。
- 9月17日-第2張單曲「Heroine」正式發行。
- 10月8日-公佈新歌『Rafflesia』將成為富士電視台日劇『時尚惡魔2~First Class2』的片頭曲[10]。
- 10月30日-獲得第3屆Golden Bird新人獎[11]。
- 11月20日-獲得第56屆閃耀！日本唱片大獎新人獎[12]。

2015年
- 1月14日-第3張單曲「Rafflesia」正式發行。
- 1月23日-於Ameba Studio的直播節目「ソリ生！」宣布，隊長渡部俊英更改藝名為シュネル(SCHNELL)[13]。
- 3月14日、15日-第一次的粉絲旅行『旅ディーモvol.1〜湯けむりバスツアー〜』。
- 3月23日-新歌『Girlfriend』確定成為AKB48渡邊麻友主演，由關西電視台製作、富士電視台播放的日劇『戦う!書店ガール』插曲[14]。
- 4月9日-東京定期LIVE的固定表演會場確定更改為TOKYO FM HALL。
- 4月18日-SOLIDEMO 1st ANNIVERSARY LIVE[15]。
- 6月17日-第4張單曲「Girlfriend」正式發行。
- 8月2日-確定擔任「a-nation stadium fes.」的開場表演嘉賓[16]。
- 8月19日-確定演唱Play Station的遊戲「戰國BASARA」10周年記念主題曲「時を超えて」[17]。
- 8月28日-確定參加於洛杉磯舉辦的JAPAN EXPO。
- 9月16日-於Ameba Studio的直播節目「ソリ生！」宣布粉絲名稱為『collars』[18]。
- 10月21日-首張專輯「8 collars」正式發行。

2016年
- 3月14日-宣布SOLIDEMO的冠名廣播節目「SOLIDEMO CLUB 8」，4月開始將在TBS radio播放。
- 4月13日-第5張單曲「Landscape」正式發行，MV首次邀請粉絲一同拍攝。
- 4月17日-SOLIDEMO 2nd ANNIVERSARY LIVE。
- 9月14日-第6張單曲「Orange」正式發行。
- 12月4日-發表第1個於地方電視台播出的冠名節目「ソリディーモの冠番組」[19]。
- 12月28日-DVD「SOLIDEMO 2nd ANNIVERSARY LIVE」發行。

2017年
- 1月18日-首張迷你專輯「Further」正式發行。

- 4月12日-第7張單曲「Happiness 」正式發行。
- 4月15日-於中野SUN PLAZA舉辦SOLIDEMO 3rd ANNIVERSARY LIVE[20]。
- 5月31日-冠名節目「ソリディーモの冠番組」DVD發行。
- 6月28日-シュネル、向山毅與韓國團體2AM的昶旻合作的數位單曲「逢いたい…」發行。
- 8月22日-第一場名古屋定期LIVE。
- 8月23日-DVD「SOLIDEMO 3rd ANNIVERSARY LIVE」發行。
- 9月13日-手島章斗、佐々木和也與韓國團體U-KISS的JUN合作的數位單曲「ABSTRACT」[21]發行。
- 9月27日-冠名節目「ソリディーモの冠番組2」DVD發行。

2018年
- 1月10日-第8張單曲「MIRAI」正式發行。
- 2月1日-SOLIDEMO UNIT LIVE vol.1「シュネル、手島章斗」於表参道GROUND舉辦。
- 2月22日-第一場大阪定期LIVE。
- 3月14日-SOLIDEMO UNIT LIVE vol.2「向山毅、佐々木和也」於表参道GROUND舉辦。
- 4月2日-向山毅、手島章斗擔任台灣三立電視台直播節目「安安大明星」的專訪來賓[22]。
- 4月12日-シュネル第1次的個人售票模仿秀「新宿シュネル座 ものまねnight！」。[23]
- 4月30日-SOLIDEMO 4th Anniversary Live。
- 5月10日-第一場北海道定期LIVE。
- 5月19日-SOLIDEMO First Live in Taipei[24]。
- 6月20日-第9張單曲「もう会えないけど、平気ですか？～Our days～」正式發行。
- 8月28日-シュネル第2次的個人售票模仿秀「新宿シュネル座 ものまねnight！」。

2019年
- 2月2日-於知名綜藝節目「有吉反省会」中首度承認團內有3位成員身高未滿180公分。

## 成員
※以年齡排列
| 團體代表色為 橘色            | 團體代表色為 橘色            | 團體代表色為 橘色 | 團體代表色為 橘色 | 團體代表色為 橘色 | 團體代表色為 橘色 | 團體代表色為 橘色 | 團體代表色為 橘色 | 團體代表色為 橘色 | 團體代表色為 橘色 |
| 姓名                         | 讀法                         | 生日              | 星座              | 出身地            | 身高              | 血型              | 代表色            | 負責位置          |                   |
| ---------------------------- | ---------------------------- | ----------------- | ----------------- | ----------------- | ----------------- | ----------------- | ----------------- | ----------------- | ----------------- |
| シュネル(本名:渡部俊英)      | SCHNELL(わたなべ しゅんえい) | 1986年5月20日     | 金牛座            | 福島縣            | 183.1cm           | O型               | 水藍              | 隊長、主唱        |                   |
| 向山毅                       | むかいやま たけし            | 1988年7月19日     | 巨蟹座            | 福岡縣            | 178.7cm           | O型               | 白                | 副隊長、主唱      |                   |
| 佐々木 和也(本名:佐々木佑紀) | ささき かずや(ささき ゆうき) | 1990年6月7日      | 雙子座            | 東京都            | 178.6cm           | B型               | 深藍              | 主唱              |                   |
| 佐脇 慧一                    | さわき けいいち              | 1990年9月28日     | 天秤座            | 大分縣            | 182cm             | A型               | 綠                | 合音              |                   |
| 中山 優貴                    | なかやま ゆうき              | 1991年4月2日      | 牡羊座            | 千葉縣            | 188.8cm           | AB型              | 粉紅              | 合音              |                   |
| 木全 寛幸                    | きまた ひろゆき              | 1991年4月24日     | 金牛座            | 東京都            | 190.2cm           | O型               | 紫                | 合音              |                   |
| 山口 智也                    | やまぐち ともや              | 1993年7月8日      | 巨蟹座            | 埼玉縣            | 187.6cm           | O型               | 黑                | 合音、RAP         |                   |
| 手島 章斗                    | てしま あきと                | 1993年11月4日     | 天蠍座            | 廣島縣            | 176cm             | A型               | 紅                | 主唱              |                   |

### シュネル
SOLIDEMO的隊長，也是最年長的成員，暱稱「俊さん」(讀法:しゅんさん)。
國中畢業後在班導師的推薦之下，隻身從福島到東京開始了音樂之路。
有著混血兒的外表，實際上沒有外國血統，是土生土長的日本人。
與成員山口智也一樣是左撇子。
出道初期以本名「渡部俊英」進行活動，2015年1月23日於Ameba Studio的直播節目「ソリ生！」宣布更改藝名為シュネル。
是家中的長男，有1個弟弟2個妹妹。其弟弟娶英國女性，目前居住在英國，育有1男1女。
喜歡模仿，最出名及獲好評的模仿人物是B'z。

### 向山毅
SOLIDEMO的副隊長，暱稱「たけちゃん」，高中畢業後就到東京追尋藝人之夢。
討厭吃青菜，不喝牛奶。不討厭貓但對貓過敏。
喜歡看卡通但不愛看漫畫，最喜歡的卡通是七龍珠。
從小父母親即離異，有一個大1歲的哥哥。
在出道前一直是愛貝克思演藝學校avex artist academy的學員，
2009年與Da-iCE的大野雄大等人，為了參加當時有名的無伴奏歌唱比賽節目ハモネプ而組成「腹筋学園」。
2011年參與朝日電視台深夜日劇「私のホストちゃん〜しちにんのホスト〜」，飾演 園城葵。
之後也以個人名義「TAKE」進行音樂活動。
非常喜歡韓國男子團體東方神起。對中文感興趣，出道前就開始學習中文。
2015年12月被任命為家鄉福岡北九州市的觀光大使。

### 佐々木和也
暱稱「かずくん」，喜歡棒球，高中時期曾是學校隊上的王牌投手。
祖父經營家庭式西餐廳，受祖父的影響，對料理也很拿手。
出道前曾在居酒屋EXILE(居酒屋えぐざいる)打工。
是家中的獨生子，養了一隻臘腸犬名為セナ(SENA)。
大學時因為受傷，無法繼續成員職業棒球選手的夢想，
於是報名參加「TBS夏サカス2012 コート・ダジュール カラオケスーパーオーディション」
獲得優勝，得到經紀公司愛貝克思的出道機會。
因身高超過180cm，加上拔群的唱歌實力，進而選作SOLIDEMO的一員。
本名為佐々木佑紀，因「佑紀」的日文發音與成員中的中山「優貴」一樣為YUKI，
但優貴在加入SOLIDEMO前已有個人活動。
為了不讓歌迷混淆，所以取了藝名為佐々木和也。

### 佐脇慧一
暱稱「けいたん」，專長為田徑及繪畫，喜歡將棋、健身。
學生時期曾於國民體育大會出賽，得到跳高項目的亞軍(紀錄是2m07cm)，
現為田徑十項全能的大分縣紀錄保持人(6627分)。
擁有將棋1級、書法七段的檢定證書，其繪畫作品曾獲選做為第24回全國高中將棋 龍王戦的海報。
對於運動很拿手，卻很常受傷，2017年夏天因阿基里斯腱斷裂而暫停工作半年。
喜愛研究健身及健康飲食，為團員們的健身教練。
為家中長子，有一個妹妹。
2013年參加「avex audition MAX 2013」得到演員部門第二名。

### 中山優貴
暱稱「ゆうきくん」，SOLIDEMO中的小臉王子，擁有十頭身絕佳比例。
因參加有美少年工廠美譽的JUNNO雜誌所舉辦的「第22回JUNON SUPER BOY」選拔，
獲得GREE獎而踏入演藝圈。
在進入SOLIDEMO之前就有模特兒、舞台劇及電視等豐富經驗。
2018年演出TBS日劇「下町火箭」續集中的年輕律師 青山賢吾 。
團中最友好的成員是向山毅。
專長是足球，擁有12年的足球經歷(從小學1年級開始)。
188cm的身高遺傳自父親，父親的身高與自己差不多。為家中長子，有1個弟弟。
喜歡喝咖啡，最喜歡的咖啡店是星巴克。
喜歡BTS防彈少年團等韓國偶像團體、崇拜的演員是水嶋ヒロ。

### 木全寛幸
暱稱「きまっち」，是SOLIDEMO中身高最高的成員。
口調很好，所以常在SOLIDEMO的活動或節目中擔任主持。
受到愛好搖滾樂、擁有1萬多張CD的父親影響而喜歡上音樂，中學時期也擔任過樂團的鼓手。
是經紀公司愛貝克思當中少數不是透過徵選，而是星探相中的藝人。
常被說長得像演員江口洋介。
為三兄弟之中的長兄。
喜歡玩日本手遊「龍族拼圖」パズドラ，也很上手，
遊戲分數佔全日本的前1%以內。

### 山口智也
暱稱「ともや」，在加入SOLIDEMO之前一直是知名男性時尚雜誌MEN'S NON-NO的模特兒。
從中學開始嚮往演藝圈，於是參加許多經紀公司的試鏡，高2時被MEN'S NON-NO錄取。
2010年3月開始擔任MEN'S NON-NO的專屬模特兒，與人氣演員坂口健太郎同期。
2013年因SOLIDEMO製作人的挖角而加入SOLIDEMO，同時兼顧團體活動與模特兒的工作，
後來在2016年5月決定從MEN'S NON-NO畢業專注於SOLIDEMO。
由於長期接觸時尚工作，所以對流行的敏銳度很高，是團體中的時尚擔當。
有1個姊姊1個妹妹，全家人身高都很高。
參與過真人版火影忍者舞台劇「NARUTO-ナルト-」～暁の調べ，飾演「重吾」，海外曾到過上海、新加坡演出。

### 手島章斗
暱稱「あきと」「あっくん」「てっしー」，團體中年紀最輕的成員。
親弟弟是前a-X's的成員手島聖貴，老家養了兩隻長毛臘腸犬。
據成員向山毅的說詞，章斗一家人皆為俊男美女，是美型家庭。
因為年紀最小，因此常受到隊長シュネル的關照。
非常喜歡美國，有親戚住在紐約，其中一個夢想是到紐約留學。
喜歡吃水果，尤其是香蕉及草莓，不太敢吃生魚片。
在老家廣島就讀高中的同時，也到avex artist academy大阪校上藝能課程，
由於懷抱著對音樂的夢想，大學選擇就讀大阪的學校，
2013年參加「avex audition MAX 2013」得到藝人部門的優勝，
於是休學加入SOLIDEMO。

## 音樂作品

### 單曲
| #          | 發行日期      | 單曲名稱                                  | 收錄歌曲                 | 備註 |
| ---------- | ------------- | ----------------------------------------- | ------------------------ | --- |
| 正式出道前 | 2013年7月3日  | SOLIDEMO                                  | Love you Come Back to Me | 活動會場限定販售 |
| 1st        | 2014年4月16日 | THE ONE                                   | Next to you              | Next to you為日劇「花嫁のれん」片尾曲                                                                                       |
| 2nd        | 2014年9月17日 | Heroine                                   | ギミギミLOVE             | Heroine為日劇「First Class～時尚惡魔」主題曲                                                                                |
| 3rd        | 2015年1月14日 | Rafflesia                                 | サヨナラと言えなくて     | Rafflesia為日劇「First Class～時尚惡魔2」片頭曲                                                                             |
| 4th        | 2015年6月17日 | Girlfriend                                | Could U Be My Girl?      | Girlfriend為日劇「戰鬥!書店女孩」插曲                                                                                       |
| 5th        | 2016年4月13日 | Landscape                                 | Ride on                  | Landscape為動畫「FAIRY TAIL」片尾曲、 Ride on為日劇「ゴールドウーマン」片尾曲                                               |
| 6th        | 2016年9月14日 | Orange                                    | Stay with me             | Orange為dtv的影像漫畫「ココロ・ボタン」主題曲、 Stay with me為UMAサカス2016形象主題曲                                       |
| 7th        | 2017年4月12日 | Happiness                                 | Party Tune               | Happiness為日劇「大貧乏」主題曲                                                                                             |
| 8h         | 2018年1月10日 | MIRAI                                     | One for Friends          | MIRAI為朝日電視台節目「Break Out」1月份片頭曲                                                                               |
| 9th        | 2018年6月20日 | もう会えないけど、 平気ですか？～Our Days | 世界で一番甘いキス       | |
| 10th       | 2018年11月7日 | Office Love                               | Fiesta                   | |
| 11th       | 2019年3月27日 | My Song My Days                           | 華mist                   | 與和樂器樂團「桜men」合作的單曲，My Song My Days為動畫黑色幸運草第6季片尾曲，華mist則作為Flowers by Naked展覽的形象主題曲。 |

### 專輯
| #   | 發行日期       | 專輯名稱 | 收錄歌曲 | 備註                                     |
| --- | -------------- | -------- | --- | ---------------------------------------- |
| 1st | 2015年10月21日 | 8collars | 【DISC 1】①Could U Be My Girl? ②ギミギミLOVE ③Girlfriend ④One Sided Love ⑤My Secret ⑥Come Back to Me ⑦Love you ⑧Rafflesia ⑨Heroine ⑩Stand by Me ⑪THE ONE ⑫Missing you ⑬君のままで 【DISC 2】①Rafflesia ②ギミギミLOVE ③Heroine ④THE ONE ⑤Time goes by ⑥Love you ⑦Come Back to Me ⑧One Sided Love ⑨Next to you ⑩Could U Be My Girl? ⑪サヨナラと言えなくて ⑫Stand By Me ⑬Girlfriend | DISC2為DVD，收錄1st ANNIVERSARY LIVE影像 |
| 2nd | 2017年1月18日  | Further  | ①Sail away ②Beautiful ③Garden ④There is ⑤変わらないキモチ |                                          |

### 數位發行
| 發行日期      | 歌曲名稱  | 備註                                                          |
| ------------- | --------- | ------------------------------------------------------------- |
| 2017年6月28日 | 逢いたい… | 成員シュネル、向山毅，與韓國團體2AM的成員昶旻合作的歌曲。     |
| 2017年9月13日 | ABSTRACT  | 成員佐々木和也、手島章斗，與韓國團體U-KISS的JUN所合作的歌曲。 |

### 參與作品
- 明日笑っていられるように（2014年4月、尚有AAA、倖田來未、misono共29位愛貝克思藝人參與）

## 影像作品

### 演唱會DVD
| 發行日期       | 名稱                                    | 收錄曲目 | 備註 |
| -------------- | --------------------------------------- | --- | ---- |
| 2016年12月28日 | SOLIDEMO 2nd ANNIVERSARY LIVE 絆        | ①8 Collars ②Missing you ③Heroine ④My Secret ⑤One Sided Love ⑥Rafflesia ⑦Next to you ⑧サヨナラと言えなくて ⑨君のままで ⑩Landscape ⑪Girldfriend ⑫ギミギミLOVE ⑬Could U Be My Girl? ⑭Ride on ⑮THE ONE ⑯時を超えて ⑰LOVE GENERATION ⑱Stand bu Me ⑲Making of SOLIDEMO 2nd ANNIVERSARY LIVE 絆                                                                                               |      |
| 2017年8月23日  | SOLIDEMO 3rd ANNIVERSARY LIVE Happiness | ①Ride on ②Stay with me ③Missing you ④変わらないキモチ ⑤Landscape ⑥There is... ⑦Garden ⑧Beautiful ⑨Heroine ⑩Rafflesia ⑪My Secret ⑫Sail away ⑬THE ONE ⑭8 Collars ⑮LOVE GENERATION ⑯ギミギミLOVE ⑰永遠に（Cover） ⑱Happiness ⑲Girlfriend ⑳Orange ㉑Could U Be My Girl? ㉒Party Tune ㉓Stand by Me ㉔SOLIDEMO 2nd Tour2016-2017 Digest ㉕Making of SOLIDEMO 3rd ANNIVERSARY LIVE Happiness |      |
| 2019年1月30日  | SOLIDEMO 4th Anniversary Live～for～    | ①THE ONE ②君のままで ③Landscape ④Girlfriend ⑤Garden ⑥アカペラメドレー ⑦想いを伝えて ⑧Happiness ⑨もう会えないけど、平気ですか？～Our days～ ⑩One Sided Love ⑪サヨナラと言えなくて⑫My Secret ⑬MIRAI ⑭Heroine ⑮Ride on⑯Sail away ⑰Party Tune⑱ギミギミLOVE ⑲Stay with me⑳Stand by Me |      |

### 綜藝節目DVD
| 發行日期      | 名稱                  |
| ------------- | --------------------- |
| 2017年5月31日 | ソリディーモの冠番組  |
| 2017年9月27日 | ソリディーモの冠番組2 |

## 外部連結
- SOLIDEMO OFFICIAL WEB SITE（页面存档备份，存于）
- SOLIDEMO official mobile Collars[]
- SOLIDEMO（页面存档备份，存于） - avex management Web
- SOLIDEMO官方部落格（页面存档备份，存于）
- YouTube SOLIDEMO STUDIO（页面存档备份，存于）
- SOLIDEMO官方YouTube（页面存档备份，存于）
- SOLIDEMO official facebook（页面存档备份，存于）
- USTREAM ソリスタ！（页面存档备份，存于）

- SOLIDEMO的Instagram帳戶
- シュネル（渡部俊英）的Instagram帳戶
- 向山毅的Instagram帳戶
- 佐々木和也的Instagram帳戶
- 佐脇慧一的Instagram帳戶
- 中山優貴的Instagram帳戶
- 木全寛幸的Instagram帳戶
- 山口智也的Instagram帳戶
- 手島章斗的Instagram帳戶

- シュネル（渡部俊英）的X（前Twitter）
- 向山毅的X（前Twitter）
- 佐々木和也的X（前Twitter）
- 佐脇慧一的X（前Twitter）
- 中山優貴的X（前Twitter）
- 木全寛幸的X（前Twitter）
- 山口智也的X（前Twitter）
- 手島章斗的X（前Twitter）

- 向山毅オフィシャルブログ『TAKE story』（页面存档备份，存于）

- ナイスさとう（製作人）部落格（页面存档备份，存于）
- ナイスさとう（製作人）的X（前Twitter）
- SOLIDEMOマネージャーJO（城 健司經紀人）的X（前Twitter）
- 平澤SOLIDEMO（平澤史斗・宣伝）的X（前Twitter）
- 堀田和雄・製作担当的Instagram帳戶

## 出處
1. ↑  . （原始内容存档于2018-08-24）.
2. ↑  . （原始内容存档于2019-02-03）.
3. ↑  . （原始内容存档于2018-08-24）.
4. ↑  . （原始内容存档于2018-08-24）.
5. ↑  . （原始内容存档于2018-08-24）.
6. ↑  . www.musicman-net.com.   [2018-08-24]. （原始内容存档于2018-08-25） （日语）.
7. ↑  . www.musicman-net.com.   [2018-08-24]. （原始内容存档于2018-08-25） （日语）.
8. ↑  . www.musicman-net.com.   [2018-08-24]. （原始内容存档于2018-08-25） （日语）.
9. ↑  . www.musicman-net.com.   [2018-08-24]. （原始内容存档于2018-08-24） （日语）.
10. ↑  . BARKS.   [2018-08-24]. （原始内容存档于2018-08-25） （日语）.
11. ↑  . www.musicman-net.com.   [2018-08-24]. （原始内容存档于2018-08-25） （日语）.
12. ↑  . www.musicman-net.com.   [2018-08-24]. （原始内容存档于2018-08-25） （日语）.
13. ↑  . BARKS.   [2018-08-24]. （原始内容存档于2018-08-25） （日语）.
14. ↑  . BARKS.   [2018-08-24]. （原始内容存档于2018-08-25） （日语）.
15. ↑  . BARKS.   [2018-08-24]. （原始内容存档于2018-08-25） （日语）.
16. ↑  . （原始内容存档于2018-08-24）.
17. ↑  . （原始内容存档于2018-08-24）.
18. ↑  . （原始内容存档于2019-02-17）.
19. ↑  . ドワンゴジェイピーnews.   [2018-08-24]. （原始内容存档于2018-08-25）.
20. ↑  . デイリースポーツ online.   [2018-08-24]. （原始内容存档于2018-08-25） （日语）.
21. ↑  . ドワンゴジェイピーnews.   [2018-08-24]. （原始内容存档于2018-08-25）.
22. ↑  三立新聞網. .   [2018-08-24]. （原始内容存档于2019-02-17） （中文（繁體））.
23. ↑  . （原始内容存档于2018-08-26）.
24. ↑  . Next Magazine TW.   [2018-08-24]. （原始内容存档于2018-08-25） （中文（臺灣））.
25. ↑  . （原始内容存档于2019-02-17）.
26. ↑  . （原始内容存档于2019-02-17）.
27. ↑  . （原始内容存档于2018-08-27）.
28. ↑  . （原始内容存档于2019-02-17）.
29. ↑  . （原始内容存档于2016-10-22）.
30. ↑  . SOLIDEMOオフィシャルブログ Powered by Ameba.   [2018-08-27]. （原始内容存档于2019-02-17） （日语）.
31. ↑  . ドワンゴジェイピーnews.   [2018-08-29]. （原始内容存档于2018-07-11）.
32. ↑  . www.musicman-net.com.   [2018-08-29]. （原始内容存档于2018-08-29） （日语）.
33. ↑  . （原始内容存档于2017-05-11）.
34. ↑  . ドワンゴジェイピーnews.   [2018-08-29]. （原始内容存档于2018-07-11）.
35. ↑  . （原始内容存档于2019-02-17）.
36. ↑  . （原始内容存档于2019-02-17）.
37. ↑  . （原始内容存档于2017-01-16）.
38. ↑  . （原始内容存档于2017-01-16）.
39. ↑  . （原始内容存档于2018-08-29）.
40. ↑  . （原始内容存档于2018-08-30）.
41. ↑  . （原始内容存档于2013-07-23）.
42. ↑  . （原始内容存档于2018-08-30）.
43. ↑  . （原始内容存档于2019-02-17）.
44. ↑  . （原始内容存档于2019-02-17）.
45. ↑  . （原始内容存档于2018-08-31）.
46. ↑  . （原始内容存档于2018-08-31）.
47. ↑  . （原始内容存档于2019-02-17）.
48. ↑  . ライブ・スペクタクル「NARUTO-ナルト-」〜暁の調べ〜.   [2018-08-31]. （原始内容存档于2018-08-30）.
49. ↑  . （原始内容存档于2019-02-17）.
50. ↑  http://www.mible.jp/. . avex-audition.jp.   [2018-09-01]. （原始内容存档于2018-08-08） （日语）.